# Tsering Wangchuk
Tsering Wangchuk né en 1974 est un médecin tibétain, et l'actuel ministre de la Santé de l'administration centrale tibétaine en exil

## Biographie
Tsering Wangchuk est né en 1974. En 1993, après ses études au lycée, il obtient une bourse du ministère de l'Éducation pour poursuivre ses études à Varsovie en Pologne, où il obtint son doctorat de médecine suivie de deux années de stage à l'hôpital de l'université médicale de Varsovie. En 2003, il est retourné en Inde et a rejoint en tant que médecin attitré le Phuntsokling Menlha Hospital pendant cinq ans de 2003 à 2008. De 2008 à 2009, il a travaillé comme médecin responsable de la clinique et de l'hôpital du Tibetan Refugee Self Help Center à Darjeeling. Depuis 2009, il a travaillé comme médecin chef au Tsojhe Khangsar Charity Hospital à Bylakuppe, en Inde du sud.
Depuis le 16 septembre 2011, sous la mandature de l'actuel premier ministre tibétain Lobsang Sangay, il est le ministre de la Santé de l'administration centrale tibétaine,.